# De tenor van Tollembeek
De tenor van Tollembeek  is het elfde album uit de Belgische stripreeks De avonturen van Urbanus en verscheen in 1986. Het werd getekend door Willy Linthout en bedacht door Urbanus zelf.

## Verhaal
De familie Urbanus opent een frietkot om hun financiën wat aan te zuiveren. Om meer volk te trekken probeert Urbanus het als zanger te maken, maar blijkt niet zo talentvol te zijn. Wanneer hij Amedee de vlieg in zijn keel laat zitten om te zingen breekt hij wel door als zanger. Dit trekt de aandacht van Jef Patat. 

## Culturele verwijzingen
- Willy Linthout wordt opgevoerd als striptekenaar "Willy Lintworm".
- Als Urbanus en co half in de lucht hangen is op een van de televisietoestellen Sesamstraat te zien. Tommie en Ieniemienie zijn goed te herkennen.
- Lintworm plagieert uit inspiratiegebrek diverse albums van Nero, want "Marc Sleen zal daar wel niks van zeggen."
- Als Urbanus in China optreedt zijn op de achtergrond Kuifje en Bobbie te zien, zoals ze verschenen in De Blauwe Lotus.